# Габровка (Словения)
Вижте пояснителната страница за други значения на Габровка.
Габровка (на словенски: Gabrovka) е село в Словения, Средна Словения, община Лития. Според Националната статистическа служба на Република Словения през 2015 г. селото има 232 жители.